# トマス・ブルース (第2代アイルズベリー伯爵)

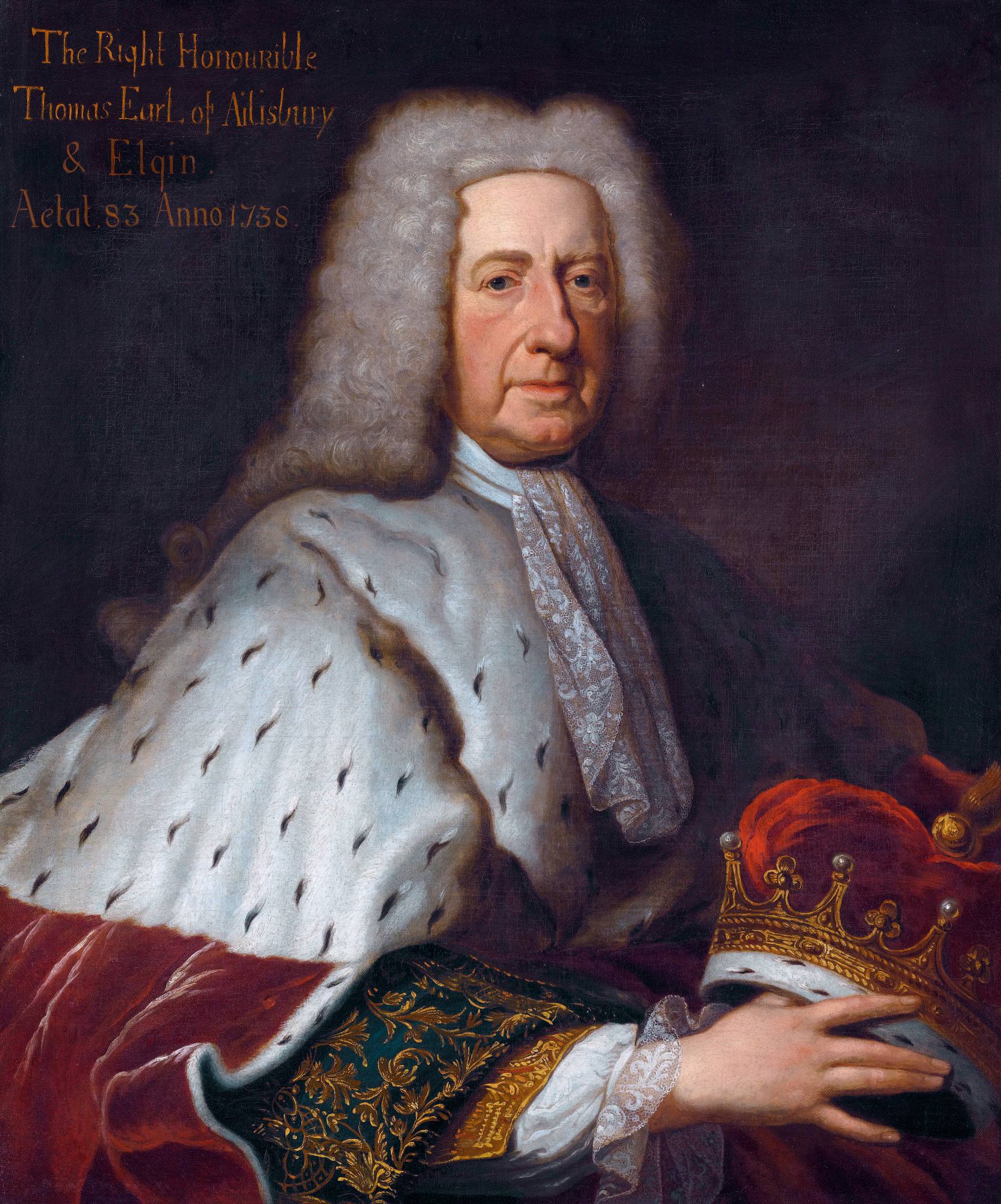
第2代アイルズベリー伯爵および第3代エルギン伯爵の肖像画、1738年作。

第2代アイルズベリー伯爵および第3代エルギン伯爵トマス・ブルース（英語: Thomas Bruce, 2nd Earl of Ailesbury and 3rd Earl of Elgin、1656年 – 1741年12月16日）は、イングランド王国の政治家、貴族。第2代エルギン伯爵ロバート・ブルースとダイアナ・グレイの息子であり、母方の祖父母は初代スタンフォード伯爵ヘンリー・グレイとアン・セシル（第2代エクセター伯爵ウィリアム・セシルの娘）である。第2代アイルズベリー伯爵の回想録は死後150年ほど経過した19世紀末に出版され、17世紀末のイングランド史における重要な文献となっている。

## 生涯
第2代エルギン伯爵ロバート・ブルースとダイアナ・グレイの息子として、1656年に生まれた。
1度目の結婚によりウィルトシャーにおける影響力を得て、1679年10月イングランド総選挙でマールバラ選挙区から出馬して当選した。その後、1685年1月に5,000ポンドで寝室侍従の職を購入したが、2月に国王チャールズ2世の死とともに職を失った。直後の1685年イングランド総選挙ではウィルトシャー選挙区で当選した。
名誉職では1679年から1685年までベッドフォードシャー副統監を務めた後、ベッドフォードシャー統監に昇進、1689年まで務めた。また、1685年にはハンティンドンシャー副統監にも任命され、同年に統監に昇進した後1689年まで務めた。また、1685年から1689年までケンブリッジシャー副統監を務めた。
1685年10月20日に父が死去すると、アイルズベリー伯爵とエルギン伯爵の爵位を継承した。直後から1688年12月まで寝室侍従を務めた。名誉革命ではオラニエ公ウィレム3世がイングランドに向けて進軍を開始した後もジェームズ2世を支援した数少ない貴族の1人であり、その後はウィリアム3世への忠誠の誓いに応じたが、すぐにジャコバイトになり、1696年のウィリアム3世暗殺未遂事件に関わって1696年2月にロンドン塔に投獄された。
1698年に海外追放という形で釈放され、フランドル地方に移住してカトリックに改宗したが、息子チャールズはイギリスに残り、1700年代に庶民院議員を務めた。1741年12月16日に死去、ブリュッセルで埋葬された。

## 家族
1676年8月31日、エリザベス・シーモア（1697年没、ヘンリー・シーモアの娘）と結婚した。
- ロバート（1679年 – 1685年） - 夭折
- チャールズ（1682年 – 1747年） - 第3代アイルズベリー伯爵、第4代エルギン伯爵
- エリザベス（英語版）（1689年 – 1745年） - 第3代カーディガン伯爵ジョージ・ブルーデネルと結婚、子供あり[6]

1700年4月27日、ブリュッセルでデスヌー女伯爵シャルロット・ダルジャントー（1710年7月23日没）と再婚、1女を儲けた。
- マリー・テレーズ（英語版）（1704年 – 1736年） - マクシミリアン・エマニュエル・ド・オルヌ（英語版）と結婚、子供あり[6]